# Malnutrizione calorico-proteica
     nessun dato
     meno di 10
     10–100
     100–200
     200–300
     300–400
     400–500
     500–600
     600–700
     700–800
     800–1000
     1000–1350
     più di 1350

Disability-adjusted life year per la malnutrizione calorico-proteica per 100000 abitanti nel 2002.
nessun dato
meno di 10
10–100
100–200
200–300
300–400
400–500
500–600
600–700
700–800
800–1000
1000–1350
più di 1350

La malnutrizione calorico-proteica è una forma di malnutrizione dove c'è un inadeguato apporto di proteine e di calorie. In talune situazioni, sembrano prevalere gli effetti del deficit dell'assunzione di proteine, mentre in altre appaiono più rilevanti gli effetti del deficit energetico.
Può essere sia primaria e secondaria. La primaria insorge per mancanza di adeguata alimentazione, la secondaria quando è causata da malattie che inducono sottonutrizione.
La malnutrizione calorico-proteica si presenta sia in forma acuta che cronica. La acuta insorge a seguito di digiuno o semidigiuno, la cronica quando l'alimentazione è insufficiente o squilibrata per un lungo periodo di tempo.
Viene divisa in tre forme: Kwashiorkor (malnutrizione prevalentemente di natura proteica), Marasma (deficienza di calorie)
Kwashiorkor marasmico (marcata deficienza proteica con segni di marcato mancanza di assunzione calorica).